# هورکا ای
هورکا ای (به چکی: Horka I) یک منطقهٔ مسکونی در جمهوری چک است که در ناحیه کوتنا هورا واقع شده‌است. هورکا ای ۶٫۹۴ کیلومتر مربع مساحت و ۳۸۲ نفر جمعیت دارد و ۲۱۱ متر بالاتر از سطح دریا واقع شده‌است.